# مجله تحقیقات علوم دارویی ایران
مجله تحقیقات علوم دارویی ایران (به انگلیسی: Iranian Journal of Pharmaceutical Research) (به اختصار IJPR) یک فصلنامهٔ علمی - پژوهشی ایرانی دربارهٔ داروسازی و علوم دارویی می‌باشد که به زبان انگلیسی منتشر می‌شود. صاحب امتیاز این نشریه، دانشکده داروسازی دانشگاه علوم پزشکی شهید بهشتی تهران است، این نشریه در آخرین رتبه‌بندی مجلات در سال ۲۰۱۰ میلادی، از ضریب تأثیرگذاری ۰/۶۵۱ برخوردار شد.